# Bellmawr
Bellmawr é um distrito localizado no estado americano de Nova Jérsei, no Condado de Camden.

## Demografia
Segundo o censo americano de 2000, a sua população era de 11.262 habitantes. 
Em 2006, foi estimada uma população de 11.193, um decréscimo de 69 (-0.6%).

## Geografia
De acordo com o United States Census Bureau tem uma área de 
8,2 km², dos quais 7,9 km² cobertos por terra e 0,3 km² cobertos por água.

## Localidades na vizinhança
O diagrama seguinte representa as localidades num raio de 4 km ao redor de Bellmawr. 